# 헬로, 굿바이
헬로, 굿바이는 Lump of Sugar가 제작, 발매하는 2010년 작 어덜트 게임이다.

## 줄거리
일본합중국의 청년 사관인 주인공은 새로운 임무로 중립지대인 "모리노 특별구"에 있는 "명문 텐슈도 학원"에 잠입하게 되는데..

## 등장인물
- 토부 카이토 : 신장 174 cm, 생일은 4월 1일. 혈액형은 AB형.

본 작의 주인공이자 일본합중국의 소위이며, TAC이름은 "페이지". 특수한 목적을 띄고 "명문 텐슈도 학원"에 잠입한다.
- 유키시로 메이 (성우 : AIRI) : 신장 154cm, 생일은 5월 23일.

"텐슈도 학원"의 동급생. 합중국 출신이다.
- 사오토메 스구리 (성우 : 쿠죠 시노) : 신장 161cm, 생일은 8월 8일.

메이의 친구. 어릴 때부터 계속 모리노 구에 거주했다.
- 린도 나츠메 (성우 : 코유키) : 신장 165cm, 생일은 9월 12일. 혈액형은 A형.

주인공 "토부 카이토"의 감시가 목적인 일본연방의 요원이다.
- 히이라기 코하루 (성우 : 안즈 미츠) : 신장 146cm, 생일은 12월 24일.

카이토, 메이, 스구리, 나츠메보다 한 살 어린 후배.

## 제작진
- 원화 : 모에키바라 후미타케
- 시나리오 : 테츠진
- 애니메이션 제작 : SILVER LINK.